# تحليل الفرد
تحليل الفرد هو مرحلة من التدريب تتطلب تحليلاً موجهًا لتحديد الأفراد داخل المؤسسة الذين ينبغي أن يحصلوا على التدريب. ويحدد تحليل الفرد الأشخاص أو الأفراد الذين لم يتمكنوا من الوفاء بمتطلبات أو أهداف الأداء المنشودة.